# Tecnica Yūbetsu
La tecnica Yūbetsu (in lingua giapponese: 湧別技法, Yūbetsu gihō) è una tecnica di scheggiatura microlitica che mostra somiglianze con tecniche utilizzate in Mongolia ed è stata utilizzata nell'isola Hokkaidō e nella parte settentrionale della grande isola Honshū, durante il Paleolitico giapponese.

## Caratteristiche
La tecnica Yūbetsu è stata così denominata nel 1961 dagli archeologi giapponesi Serizawa Chōsuke e Yoshizaki Masakazu, che la descrissero sulla base dei loro ritrovamenti nell'isola di Hokkaidō, in Giappone. Il nome Yūbetsu deriva dal sito paleolitico di Shirataki (in lingua giapponese: 白滝遺跡, Shirataki iseki), posto sulla sponda destra del fiume Yūbetsu nel comune di Engaru. Gli strumenti di pietra ritrovati si trovavano all'interno e al di sotto dello strato di tefra As-YP e quindi datati a 13.000 anni fa. A seconda del luogo di ritrovamento, si distinguono due tipi di nuclei: il tipo Shirataki (in lingua giapponese: 白滝型) e il tipo Sakkotsu (in lingua giapponese: 札滑型).

## Descrizione
La produzione di microliti utilizzando la tecnica Yūbetsu avviene in quattro o cinque fasi:
1. Dal nucleo litico iniziale, un bifacciale, vengono dapprima ricavate su entrambi i lati scaglie di forma oblunga o a mezzaluna.
2. Le scaglie di forma allungata vengono quindi staccate in direzione longitudinale, ottenendo una forma a foglia o a cuneo.
3. Nella terza fase, piccole schegge triangolari e trapezoidali vengono staccate dai bordi dei nuclei e lavorate su entrambi i lati.
4. Quindi parti del nucleo vengono scheggiate in senso longitudinale.
5. Infine le microlame vengono ulteriormente appiattite.

Questa tecnica di scheggiatura veniva utilizzata anche in Mongolia e nella Penisola della Kamčatka verso la fine del Pleistocene.